# Shelly Gotlieb
Shelly Gotlieb (née le 28 juillet 1980) est une snowboardeuse néo-zélandaise. Elle obtient la médaille de bronze en slopestyle aux Championnats du monde 2011.

## Palmarès

### Jeux olympiques
| Épreuve / Édition | Sotchi 2014 |
| Slopestyle        | 15e         |

### Championnats du monde
- Médaille de bronze en slopestyle aux Championnats du monde 2011.